# El viatge de la Marta (Staff Only)
El viatge de la Marta (Staff Only) és una pel·lícula catalana del 2019 dirigida per Neus Ballús i Montserrat. Es tracta d'una pel·lícula iniciàtica a mig camí entre el documental i la ficció que intenta mostrar el difícil pas de l'adolescència a la maduresa de la protagonista. Ha estat produïda per Edmon Roch i Ikuru Films amb participació de Televisió de Catalunya. Ha estat gravada originalment en català, francès i wòlof.

## Sinopsi
Marta és una adolescent que se'n va de vacances amb el seu pare Manel, que regenta una agència de viatges, i el seu germà petit Bruno a un ressort del Senegal. Ella lluita per conèixer gent de la seva edat i fer amics. Finalment, coneix a un treballador de l'hotel que somia a ser cineasta mentre grava les excursions dels visitants. El problema de les desigualtats socials i les diferents cultures seran una trava per Marta, que començarà a adonar-se de com funciona el món.

## Repartiment
- Elena Andrada	...	Marta
- Sergi López i Ayats	...	Manel
- Diomaye Augustin Ngom	...	Khouma
- Ian Samsó	...	Bruno
- Madeleine C. Ndong	...	Aissatou
- Margi Andújar	...	Anne Marie
- Aurora Medina	...	Aurora
- Vicent Borràs	...	Vicent

## Crítiques
| «                         | "Ballús defuig les faiçons del cinema realitzat des dels marges amb un relat pristí de posada en escena naturalista sense aviesas intencions (...) Autenticitat i emoció (…) Puntuació: ★★★★ (sobre 5)" | » |
| — Blai Morell, Fotogramas | |   |

| «                                      | "Plantejament social contat de manera diferent sense afany alliçonador (...) que compta amb dues estupendes interpretacions (...) que componen un complex i emocionant tàndem patern-filial. (…) Puntuació: ★★★★ (sobre 5)" | » |
| — Beatriz Martínez: Diari El Periódico | |   |

## Nominacions
Fou exhibida al Festival de Màlaga de 2019, en el que fou nominada a la Bisnaga d'Or i a la Setmana Internacional de Cinema de Valladolid de 2019, en la que fou nominada al Premi Dunia Ayaso. Elena Andrada fou nominada al Premi al Millor actor Revelació a les Medalles del Cercle d'Escriptors Cinematogràfics de 2019. I als Premis Gaudí de 2020 va tenir quatre nominacions: Millor pel·lícula en llengua catalana, Millor direcció (Neus Ballús), Millor actor principal (Sergi López) i Millor so (Amanda Villavieja i Albert Manera).